# Cantó de Fronçac
El cantó de Fronçac és un cantó francès al districte de Liborna (departament de la Gironda) que inclou divuit municipis: Ascas, Cadilhac de Fronçadés, Fronçac (la capital cantonal), Galgon, La Landa de Fronçac, Lugon e l'Isla dau Carnèir, Molhac, Périssac, La Ribièra, Salhans, Sent Anhan, Saint-Genès-de-Fronsac, Sent German de la Ribièra, Sent Michèu de Fronçac, Saint-Romain-la-Virvée, Tarnés, Vairac i Vila Goja.
| Data d'elecció                           | Identitat          | Partit | Qualitat |
| ---------------------------------------- | ------------------ | ------ | -------- |
| 1945-1974                                | Maxime Teyssandier |        |          |
| 1974-1988                                | Henri Dubos        | CNI    |          |
| 1988-                                    | Michel Frouin      | PS     |          |
| les dades anteriors no són pas conegudes |                    |        |          |
|                                          |                    |        |          |

| 1962  | 1968  | 1975  | 1982   | 1990   | 1999   | 2006   |
| ----- | ----- | ----- | ------ | ------ | ------ | ------ |
| 8.497 | 8.999 | 9.652 | 12.259 | 13.889 | 13.960 | 14.757 |